# Daily Operation
Daily Operation è il terzo album ufficiale del gruppo Gang Starr, pubblicato il 5 maggio del 1992. L'album ha il sound grintoso che rappresentava l'hip hop proveniente da Brooklyn nei primi anni 90. Guru rima su una varietà di argomenti, dell'ipocrisia del governo, diritti delle persone di colore e anti-pregiudizi (ricordando uno stile molto simile a quello dei Public Enemy), sulla sua profondità intellettuale sulla traccia " 2 Deep ", per la sua propensione di fumare Marijuana su " Take Two and Pass ", sulla rabbia e tristezza in " Take it Personal " e di violenza sessuale in " Ex Girl to the Next Girl ". Tutte e 19 tracce dell'album sono prodotte da DJ Premier & Guru. Il brano " I'm the Man " debutta i rapper Lil' Dap & Jeru the Damaja. L'album si è classificato tra i 100 migliori album Rap nel 1998. La canzone B.Y.S.(Bust Yo Shit) viene inserite nella radio East Coast rap "Playback FM" del videogioco Grand Theft Auto: San Andreas.

## Tracce
1. Daily Operation (Intro) – 0:27
2. The Place where We Dwell – 2:27
3. Flip the Script – 4:02
4. Ex Girl to Next Girl – 4:40
5. Soliloquy of Chaos – 3:13
6. I'm the Man (feat. Jeru the Damaja & Lil' Dap) – 4:05
7. 92 Interlude – 0:28
8. Take it Personal – 3:07
9. 2 Deep – 3:38
10. 24-7/365 – 0:24
11. No Shame in My Game – 3:55
12. Conspiracy – 2:28
13. The Illest Brother – 4:44
14. Hardcore Composer – 3:16
15. B.Y.S. – 3:05
16. Much Too Much (Mack a Mil) – 3:31
17. Take Two and Pass – 3:15
18. Stay Tuned – 2:31
19. Dwyck (Mix #1) (Japan-only Bonus Track) – 4:13

## Formazione
- DJ Premier – produttore, Beats, Scratches, Mixing
- "The Guru" - voce, produttore, Mixing
- Lisle Leete –Tecnico
- Yorum Vazan – Mixing ("The Illest Brother")

## Album Chart Positions
| Anno | Album           | Chart positions | Chart positions        |
| Anno | Album           | Billboard 200   | Top R&B/Hip Hop Albums |
| ---- | --------------- | --------------- | ---------------------- |
| 1992 | Daily Operation | 65              | 14                     |

## Singles Chart Positions
| Anno | Canzone              | Chart positions                  | Chart positions |
| Anno | Canzone              | Hot R&B/Hip-Hop Singles & Tracks | Hot Rap Singles |
| ---- | -------------------- | -------------------------------- | --------------- |
| 1992 | Ex Girl To Next Girl | 64                               | 5               |
| 1992 | Take It Personal     | -                                | 1               |

## Samples
- "24-7/365"
  - "Big Sur Suite" di Johnny "Hammond" Smith
- "92 Interlude"
  - "Young, Gifted and Black" di Aretha Franklin
- "B.Y.S."
  - "I Got Some" di Sugar Billy Garner
  - "La Di Da Di" di Doug E. Fresh feat. Slick Rick
  - "The Rebel" di Marley Marl feat. Tragedy Khadafi
- "Conspiracy"
  - "High as Apple Pie - Slice II" di Charles Wright & the Watts 103rd Street Rhythm Band
- "Ex Girl to Next Girl"
  - "Funk It Up" di Caesar Frazier
  - "Criminal Minded" di Boogie Down Productions
- "Flip the Script"
  - "Lock It in the Pocket" di Grover Washington, Jr.
  - "El Shabazz" di LL Cool J
- "Hardcore Composer"
  - "(This Is) Detroit Soul" di Paul Nero
  - "Straight Out the Jungle" di Jungle Brothers
- "I'm the Man"
  - "Uphill Peace of Mind" di Kid Dynamite
  - "White Lightning (I Mean Moonshine)" di James Brown
  - "When the World's at Peace" di The O'Jays
  - "Gambler's Life" du Johnny "Hammond" Smith
  - "P.S.K. What Does It Mean? di Schoolly D
  - "II B.S." di Charles Mingus
- "Much Too Much (Mack a Mil)"
  - "Gimme Some More" di The J.B.'s
- "No Shame in My Game"
  - "In the Middle of the River" di The Crusaders
  - "Nautilus" di Bob James
  - "Sobb Story" di Leaders of the New School
- "Soliloquy of Chaos"
  - "Misdemeanor" du Ahmad Jamal
  - "Strictly Business" di EPMD
- "Stay Tuned"
  - "I Wanna Hear From You" di Ohio Players
  - "Please Stand By" di Don Pardo
- "Take It Personal"
  - "I Can See Clearly Now" di Johnny Nash
  - "It's a New Day" di Skull Snaps
  - "Step to the Rear" di Brand Nubian
- "Take Two and Pass"
  - "Frantic Moment" di Eddie Hazel
  - "Juice Crew All Stars" di Juice Crew All Stars
- "The Illest Brother"
  - "Get Out of My Life, Woman" di Bill Cosby
  - "Funky Drummer" di James Brown
  - "Ghetto Child" di Ahmad Jamal
  - "When Your Woman Leaves You" di Richard Pryor
  - "Eric B. Is President" di Eric B. & Rakim
  - "Paul Revere" di Beastie Boys
- "The Place Where We Dwell"
  - "Fun" di The Cannonball Adderley Quintet
  - "Go Stetsa I" di Stetsasonic
  - "Brooklyn's in the House" di Cutmaster D.C.
  - "Small Time Hustler" di The Dismasters
  - "I Cram to Understand U" di MC Lyte